# 黒体

黒体（こくたい、英: black body）あるいは完全放射体（かんぜんほうしゃたい、英: full radiator）とは、外部から入射する電磁波を、あらゆる波長にわたって完全に吸収し、また熱放射できる想像上の物体のこと。実在しない理想的な物体であるが、自然科学を理解する上で重要なモデルである。

## 概要
黒体とは、全ての波長にわたって電磁波（光）を全く反射しない物体である。そのような物体は実在しないため、理想気体や剛体と同じように、黒体は実在しない。現在、発見された最も黒体に近い物質は、99.995 % の光（電磁波）を吸収する。
物体からの放射（反射を含まない）には、物体の相（固体・液体・気体）にかかわらず温度によって色が変わることが経験的に知られている。色は、さまざまな波長の光が混ざり合って構成されている。色の変化は、波長ごとの強度分布の変化であることがスペクトルの分析によりわかっており、またその分布は、温度によって一定であることも知られている。これを物体からの熱放射という。特に、黒体からの熱放射を黒体放射（黒体輻射）と言う。
ある温度の黒体から放射される電磁波のスペクトルは一定である。温度 T において、波長 λ の電磁波の黒体放射強度 B (λ) は、
{\displaystyle B(\lambda )={\frac {2hc^{2}}{\lambda ^{5}}}{\frac {1}{e^{hc/\lambda kT}-1}}}
で表される。これをプランク分布という。プランク分布を全波長領域で積分することで、黒体放射の全エネルギーが T4 に比例する（E = σT4，σ：シュテファン＝ボルツマン定数）というシュテファン＝ボルツマンの法則を得る。また微分して B (λ) が極大となる λ を求めることで、放射強度最大の波長が T に 反比例するというウィーンの変位則を得る。

## 空洞放射
十分に大きな空洞を考え、空洞を囲む壁は光を含む一切の電磁波を遮断するものとする。この空洞に、その大きさに対し十分に小さな孔を開ける。孔を開けることによる空洞内部の状態の変化は無視できるとする。外部からその孔を通して入った電磁波（ある特定の波長のものが光）が、空洞内部で反射するなどして再び出てくることは、孔が十分に小さければ無視することができる。つまりこの空洞は、外部から入射する電磁波を（ほぼ）完全に吸収する黒体とみなすことができる。
この空洞からの熱などの放射を空洞放射という。
空洞放射に近い身近な例は、ガラス工房などでガラスを熱する炉である。産業革命以降、製鉄業等で炉内の温度測定をする需要があったため、空洞放射の理論が用いられた背景がある。

## 黒体放射と量子力学
黒体放射（英: black body radiation）とは黒体から放射される光。温度が低いときは赤っぽく、温度が高いほど青白くなる。夜空に輝く星々も青白い星ほど温度が高い。温度はK（ケルビン）で表示される（右図参照）。
理想的な黒体放射をもっとも再現するとされる空洞放射が温度のみに依存するという法則は、1859年にグスタフ・キルヒホフにより発見された。以来、空洞放射のスペクトルを説明する理論が研究され、最終的に1900年にマックス・プランクによりプランク分布が発見されたことで、その理論が完成された。
物理的に黒体放射をプランク分布で説明するためには、黒体が電磁波を放出する（電気双極子が振動する）ときの振動子の量子化を仮定する必要がある（プランクの法則）。つまり、振動子が持ちうるエネルギー (E) は振動数 (ν) の整数倍に比例しなければならない。
E = nhν (n = 0, 1, 2, ...)
この比例定数 h = 6.626×10-34 [J・s] は、後にプランク定数とよばれ物理学の基本定数となった。これは物理量は連続な値をとり、量子化されないとする古典力学と反する仮定であったが、1905年にアルベルト・アインシュタインがこのプランクの量子化の仮定と、光子の概念を用いて光電効果を説明したことにより、この量子化の仮定に基づいた量子力学が築かれることとなった。

## 灰色体
工業製品などでの設計では、対象の温度範囲が限られていることから、しばしば放射率が周波数に依存しない理想的な物体として灰色体（かいしょくたい）を用いる。灰色体は、黒体の放射率を 1 より小さい定数としたものと等価であり、黒体よりも現実的なモデルを与える。

## 応用例
- 放射温度計
- サーモグラフィー